# Charles Athanase Walckenaer
Charles Athanase Walckenaer, nacido el 25 de diciembre de 1771 en París y fallecido el 26 de abril de 1852 en París, fue un naturalista francés.
Estudió en las universidades de Oxford y Glasgow. Fue ingeniero en el ejército en los Pirineos Orientales, fue acusado, en 1793, de ser un moderado, lo que le obliga a esconderse en el barrio del Marais en París durante el Terror, mientras sigue el curso de la Escuela nacional de puentes y calzadas, así como la École polytechnique (promoción X1794), pero con gran fortuna, él prefiere centrarse en la Historia Natural. Se especializa en los artrópodos terrestres y dio nombre a muchas especies.
Se dedicó especialmente a la entomología, también a la etnografía y a la historia de la geografía. También fue autor de novelas. Fue elegido miembro del Instituto de Francia en 1813.
En 1814, durante la Restauración, se convirtió en alcalde del 5.º distrito de París y entró en política. Walckenaer recibió el título de barón en 1823. Posteriormente se convierte en secretario general de la Prefectura, prefecto de Nièvre, en 1826, y de Aisne en 1828. Fue destituido en el año 1830, lo que le animó a abandonar cualquier ambición en este ámbito de la política para dedicarse por completo a sus estudios.
Participó en 1832 en la fundación de la Société entomologique de France y se convirtió en 1840 en secretario permanente de la Academia de las inscripciones y lenguas antiguas. Ese mismo año se convirtió en conservador de Departamento de Mapas de la Biblioteca Real de París.
Walckenaer introdujo el estilo biográfico, siguiendo el modelo de inglés, en la literatura francesa con su Histoire de la vie et des ouvrages de la Fontaine (1820, cuarta edición, 1858), su Histoire de la vie et des poésies d'Horace (1840, reeditado 1858) y sus Mémoires touchent la vie et les écrits de Mme de Sévigné (seis volúmenes, 1842-1865). Su edición de las obras de La Bruyere, que publicó en 1845, le permite volver al texto original. Es uno de los ocho miembros fundadores de la Sociedad de bibliófilos franceses en 1820.
En geografía se le conoce por haber descubierto en 1832 el mapa de Juan de la Cosa, que es el más antiguo conservado en el que aparece el continente americano. También publicó Le Monde maritime (cuatro volúmenes, 1818), Histoire générale des voyages (veintiún volúmenes, 1826-1831) y la Géographie ancienne, historique et comparée des Gaules (tres volúmenes, 1839, reimpresa en 1862 ). En entomología publicó, entre otras muchas obras, una Histoire naturelle des insectes (cuatro volúmenes, 1836-1847) con Paul Gervais (1816-1879).